# Lana Guelero
Lana Guelero  (Recife, 06 de abril de 1960) é uma atriz brasileira de teatro, cinema e televisão.

## Biografia
Lana Guelero é formada em Artes Cênicas pela Escola Macunaíma de Teatro em São Paulo. Atua desde 1980 em teatro, televisão e cinema. Em 2007 atuou no premiado filme de Eduardo Coutinho Jogo de Cena.

## Filmografia

### Televisão
| Ano  | Título               | Personagem                       | Notas                        |
| ---- | -------------------- | -------------------------------- | ---------------------------- |
| 1998 | Era uma Vez...       | Cozinheira de Rudy               |                              |
| 2000 | Laços de Família     | Dora                             |                              |
| 2003 | Agora É que São Elas | Dadá                             |                              |
| 2005 | Alma Gêmea           | Elvira                           | Episódio: "24 de Dezembro"   |
| 2006 | Linha Direta         | Passageira                       | Episódio: "Bateau Mouche"    |
| 2007 | Duas Caras           | Fátima                           |                              |
| 2007 | O Profeta            | Eunice                           |                              |
| 2008 | A Favorita           | Maria Aparecida (Cida)           |                              |
| 2009 | Caras & Bocas        | Maria                            |                              |
| 2009 | Viver a Vida         | Rita                             |                              |
| 2009 | Malhação             | Mãe Cora                         |                              |
| 2010 | A Vida Alheia        | Jaula                            | 17 episódios                 |
| 2011 | Aquele Beijo         | Raimunda Barbosa (Raimundinha)   | [ 3 ] [ 4 ]                  |
| 2014 | Pé na Cova           | Pastora Jurema                   | 2 episódios                  |
| 2014 | Amores Roubados      | Sra. Bezerra                     | 1 episódio                   |
| 2015 | Alto Astral          | Lúcia Garcia                     |                              |
| 2015 | Totalmente Demais    | Dona Jacira de Oliveira          |                              |
| 2017 | Pega Pega            | Ex-funcionária do Carioca Palace |                              |
| 2019 | Verão 90             | Odélia                           | Episódio: "8 de fevereiro"   |
| 2019 | Bom Sucesso          | Glória Diniz                     |                              |
| 2020 | Amor de Mãe          | Celeste                          | Episódio: "26 de fevereiro"  |
| 2022 | Além da Ilusão       | Paraka                           |                              |
| 2022 | Eleita               | Senhora humilde                  | Episódio: "Auxílio-moradia"  |
| 2022 | Encantado's          | Irmã Karina                      | 3 episódios                  |
| 2023 | Dom                  | Evangélica                       | Episódio: "Animais Híbridos" |
| 2023 | Fuzuê                | Nicéia                           | Episódios: "21-22 de agosto" |
| 2024 | Renascer             | Enfermeira                       | Episódio: "31 de agosto"     |
| 2025 | Tarã                 | Kirina                           |                              |

### Cinema
| Ano  | Título              | Personagem  | Notas |
| ---- | ------------------- | ----------- | ----- |
| 2007 | Jogo de Cena        | Claudilea   |       |
| 2024 | Kali: Anjo Vingador | Guerisseuse | [ 9 ] |